# Никулинская волость (Сызранский уезд)

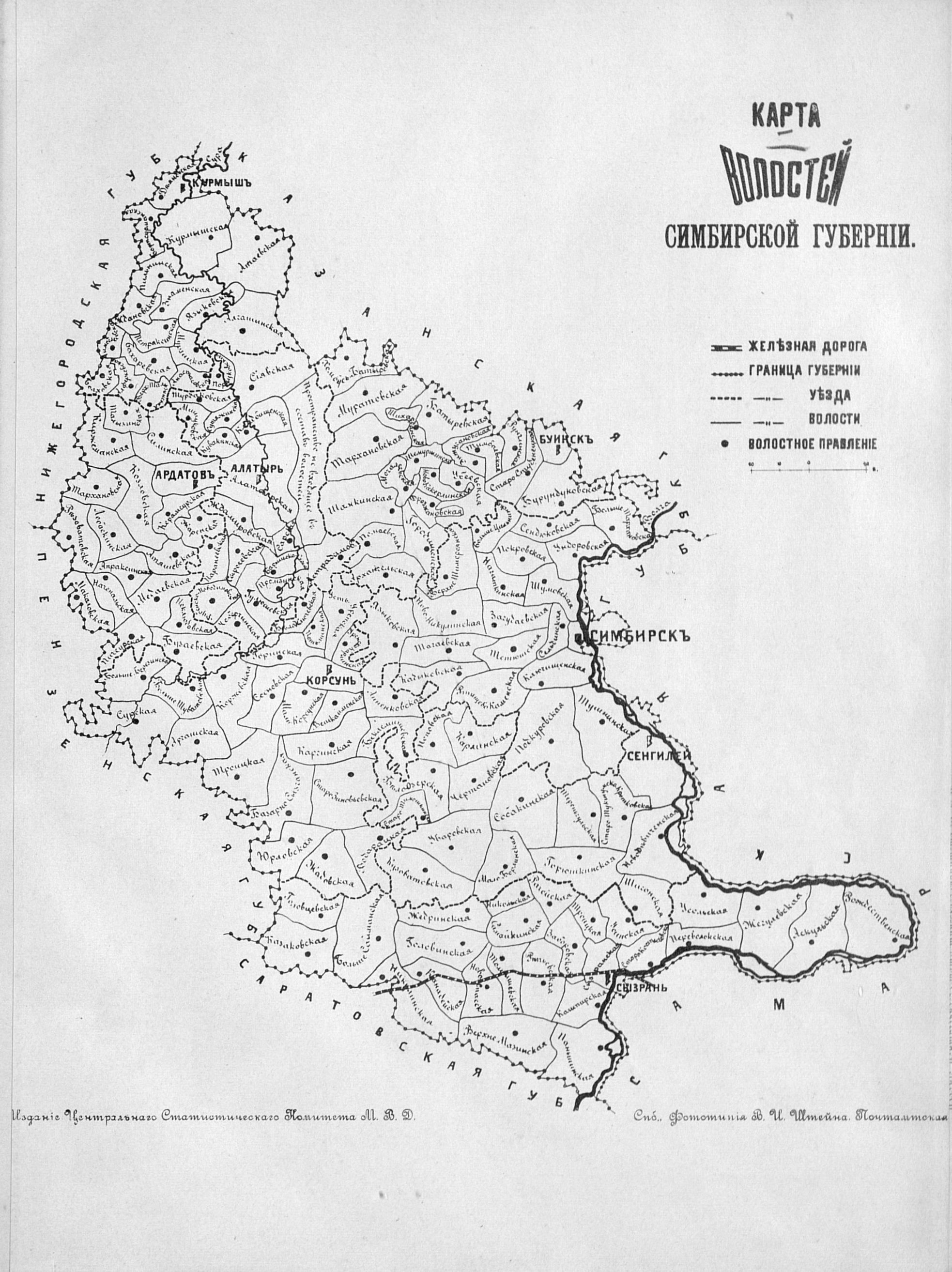
Волости Симбирской губернии на 1892 год

Никулинская волость — административно-территориальная единица, входившая в состав 7-го Земского участка Сызранского уезда, Симбирской губернии. Образована примерно в 1889 году путем переформирования Рызлейской и Елшанской волостей, созданных в 1861 году. Упразднена в 1924 году в результате укрупнения волостей — ее территория стала частью Николаевского, Елшанского, Никулинского, Поникского и Рызлейского сельсоветов Николаевской волости. Сейчас территория Никулинской волости является частью Николаевского района Ульяновской области.
Административный центр — село Поника.
Население волости было представлено, в основном, русскими.

## География
На Северо-Западе граничила с Больше-Самайкинской волостью, на Севере — с Головинской волостью, на Северо-Востоке — с Канадейской волостью, на Востоке — с Верхне-Мазинской волостью, а на Юге — с Хвалынским уездом Саратовской губернии.

## Население

### Численность населения
| Численность населения по годам |
|                                |

В 1897 году население волости составляло 6904 человека: 3407 мужчин и 3497 женщин.
В 1900 году население волости составляло 6980 человек: 3467 мужчин и 3513 женщин.
В 1911 году приписное наличное население волости составляло 7114 человек: 3528 мужчин и 3586 женщин, а приписное отсутствующее — 1653 человек: 856 мужчин и 797 женщин.
В 1913 году население волости составляло 7834 человека: 3989 мужчин и 3854 женщины.

### Населенные пункты
| В 1897 году Никулинская волость включала в себя следующие населенные пункты: - Поника — село при ключе; - Никулино — село при речке Канадейке; - Рызлей — село при речке Рызлейке; - Елшанка — село при речке Канадейке; - Николаевка — сельцо при речке Канадейке; - Булгаковка — сельцо при речке Канадейке; - Ново-Петровское (Назарьевка) — при речке Канадейке; - Марьевка (Седьмуха) — деревня; - Федоровка (Грачевка) — деревня; - Кудряевка — деревня; - Ключики — деревня; - Елшанский Выселок (Моляевка) — деревня; - усадьба Насакина; - усадьба Насакина 2-я; - усадьба Немчиновой; - усадьба Ушаковой; - усадьба Городецкого; - усадьба Маркъяновича; - усадьба Дельсаля; - усадьба Егорова; - усадьба Мансуровой; - усадьба Насакина 3-я; - усадьба Городецкой; - усадьба Кузнецова; - усадьба Дельсаля 2-я; - хутор Дроздовского; - хутор Городецкой; - хутор Насакина; - хутор Насакина 2-й; - хутор Дельсаля; - хутор Дмитриевой; - хутор Севрюгова; - мельница Мансуровой на речке Канадейке; - мельница Ерофеевых на речке Канадейке; - мельница Насакина на речке Канадейке; - мельница Ильина на речке Канадейке; - мельница Городецкой на речке Канадейке. | В 1900 году Никулинская волость включала в себя следующие населенные пункты: - Елшанка — село; - Елшанский Выселок (Моляевка) — деревня; - Марьевка (Седьмуха) — деревня; - Поника — село; - Ключики — деревня; - Кудряевка — деревня; - Федоровка (Грачевка) — деревня; - Николаевка — сельцо; - Назарьевка (Ново-Петровское) — деревня; - Никулино — село; - Булгаковка — сельцо; - Рызлей — село. | В 1911 году Никулинская волость включала в себя следующие 12 крестьянских селений и 2 поселка: - Булгаковка — сельцо; - Елшанка — село; - Елшанский Выселок — деревня; - Ключики — деревня; - Кудряевка — деревня; - Марьевка — деревня; - Николаевка — село; - Никулино — село; - Ново-Петровское — сельцо; - Поника — село; - Рызлей — село; - Федоровка — деревня; - Моляевский — поселок при деревне Федоровке; - № 2 — поселок при деревне Кудряевке. | В 1913 году Никулинская волость включала в себя следующие населенные пункты: - Поника — село при ключе; - Никулино — село при речке Канадейке; - Булгаковка — деревня при речке Канадейке; - Елшанка — село при речке Канадейке; - Елшанский Выселок — деревня при речке Канадейке; - Ключики — деревня при ключе; - Кудряевка — деревня; - Марьевка — сельцо при речке Елшанке; - Николаевка — село при речке Канадейке; - Ново-Петровское — сельцо при речке Канадейке; - Рызлей — село при речке Рызлейке; - Федоровка — деревня при ручье Моляевке. |

## Религия
В 1897 году в Никулинской волости было 4 церкви и 2 часовни.
В 1900 году в Никулинской волости было 5 церквей и 2 часовни.
В 1913 году в Никулинской волости было 6 церквей, 1 часовня и 1 молитвенный дом.

## Образование
В 1897 году в Никулинской волости было 6 церковно-приходских школ.
В 1900 году в Никулинской волости было 1 земское мужское училище, 1 женская школа грамоты, 3 земские школы, 1 сельская школа.
В 1913 году в Никулинской волости было 3 церковно-приходские школы и 2 земские школы.